# Борг, Пер Арон
Пер Арон Борг (швед. Pär Aron Borg; 1776—1839) — шведский педагог-новатор, создатель системы обучения слепых и глухонемых в Швеции.

## Биография
Пер Арон Борг родился 4 июля 1776 года в городе Авеста.
Окончив курс наук в Уппсале (1796—1800), Борг поступил на государственную службу, которую, однако, вскоре оставил, посвятив себя обучению слепых и глухонемых (считается, что под влиянием просмотра одной из пьес Жан-Николя Буйи), начав заниматься с ними в 1808 году. Он создал собственный язык жестов, наблюдая за играми глухих детей. В 1809 году Борг на королевский грант основал Общественный институт слепых и глухих (швед. Allmänna institutet för Blinda och Döfstumma), где первоначально обучалось лишь восемь человек и который с 1812 года переехал в новое здание и пользовался покровительством шведской королевы Хедвиг Элизабет Шарлотты; студенты изучали там сельское хозяйство и естествознание. Затем Борг вступил в конфликт с королевой, вследствие чего его школа была разделена на две, но в 1818 году они были воссоединены. Его самой известной ученицей на родине была Шарлотта Сёрлинг, с которой он начал работать ещё в 1807 году. В его школе обучение велось на языке жестов, а с глухими детьми занимались глухие преподаватели.
Проработав несколько лет в своём отечестве, а затем был для организации этого дела призван в столицу Португалии Лиссабон (работал там в 1823—1829 годах). Там он также основал школу для глухих и использовал тот же язык жестов, что и в Швеции. Его бюст, созданный скульптором Квельбергом, находится в Стокгольмском институте глухонемых.
Борг был женат четыре раза и имел троих детей. Его сын, Оссиан Эдмунд Борг (6 августа 1812 года — 10 апреля 1892 года), с успехом продолжал дело отца.